# Cevat Yerli
Cevat Yerli (Coburg, 1978 –) török felmenőkkel rendelkező német videójáték-fejlesztő, a Crytek alapítója, elnöke és vezérigazgatója is egyben.
Az interaktív szórakoztatásban tevékenykedő Crytek alapjait 1997-ben fektette le, 1999-ben pedig hivatalosan is bejegyezték a céget. Testvérei Faruk és Avni 2000-ben, illetőleg 2001-ben csatlakoztak a vállalathoz. A cég a CryEngine grafikus motorok mellett (A legfrissebb, harmadik generációja futott a Crysis 2 alatt.) több sikeres videójátékot is készítettek, mint például a Far Cry, a Crysis, a Crysis Warhead és a Crysis 2, amelyeknek Yerli a rendezője és vezető producere volt.